# Baccaurea microcarpa
Baccaurea microcarpa là một loài thực vật có hoa trong họ Diệp hạ châu. Loài này được (Airy Shaw) Haegens mô tả khoa học đầu tiên năm 2000.